# 陈德敏 (1941年)
陈德敏（1941年—），男，中华人民共和国政治人物，曾任新疆生产建设兵团政治委员，第八届全国人大代表，第十届全国政协委员。